# Oiceoptoma
Genre
Oiceoptoma est un genre d'insectes de l'ordre des coléoptères, de la famille des silphidés. Il comprend neuf espèces. Il s'agit d'insectes nécrophages, prédateurs ou détritivores (sur champignons en décomposition). 

## Caractéristiques[1]
Les adultes sont caractérisés par la présence d'une courte rangée de longs poils dressés à l'arrière des yeux. Les femelles ont l'apex des élytres pointus, tandis que les mâles ont les sommets plus larges et arrondis.
Les larves ont une coloration brun rougeâtre. Les marges latérales sont en partie blanchâtres. 

## Distribution
- Selon Fauna Europaea (6 févr. 2015)[2], en Europe, on ne retrouve qu'une seule espèce : 
  - Oiceoptoma thoracicum
- En Amérique du Nord, on retrouve trois espèces :
  - Oiceoptoma inaequale
  - Oiceoptoma noveboracense
  - Oiceoptoma rugulosum.

## Liste d'espèces
Selon BioLib (6 févr. 2015) :
- Oiceoptoma hypocrita (Portevin, 1903)
- Oiceoptoma inaequale (Fabricius)
- Oiceoptoma nakabayashii (Miwa, 1937)
- Oiceoptoma nigropunctatum (Lewis, 1888)
- Oiceoptoma noveboracense (Forster, 1771)
- Oiceoptoma picescens (Fairmaire, 1894)
- Oiceoptoma rugulosum (Portevin, 1903)
- Oiceoptoma subrufum (Lewis, 1903)
- Oiceoptoma thoracicum (Linnaeus, 1758)